# Svartön, Kristinestad
Svartön är en udde i Finland.   Den ligger i landskapet Österbotten, i den sydvästra delen av landet, 290 km nordväst om huvudstaden Helsingfors.
Terrängen inåt land är mycket platt. Havet är nära Svartön åt nordväst. Runt Svartön är det glesbefolkat, med 11 invånare per kvadratkilometer. Närmaste större samhälle är Kristinestad, 15,7 km norr om Svartön. I omgivningarna runt Svartön växer i huvudsak blandskog.